# Pardosa atomaria
Pardosa atomaria är en spindelart som först beskrevs av Carl Ludwig Koch 1847.  Pardosa atomaria ingår i släktet Pardosa och familjen vargspindlar. Inga underarter finns listade i Catalogue of Life.